# Tomregan
Tomregan (en irlandais : Tuaim Dreagain) est une paroisse civile et un townland de l'ancienne baronnie de Tullyhaw, en Irlande.

## Géographie
La paroisse est à cheval sur la frontière qui sépare l'Irlande et l'Irlande du Nord. Ballyconnell, dans le comté de comté de Cavan, en est l'agglomération la plus importante. Sa superficie se monte à 4 290 hectares (10 600 acres). La plupart des townlands de Tomregan se trouvent dans le comté de Cavan, les autres faisant partie du comté de Fermanagh.
Au début du XVIIIe siècle, l'église catholique a affecté les townlands du comté de Fermanagh à la paroisse de Knockninny tandis que ceux du comté de Cavan ont été regroupés avec ceux de la paroisse de Kildallan.

## Les townlands
Les townlands du comté de Fermanagh : Aghindisert, Carickaleese, Cloncoohy, Derrintony, Derryart, Garvary, Gortahurk, Gortaree, Gortineddan, Gortmullan, Knockadoois, Knockateggal, Tonymore and Ummera.
Les townlands du comté de Cavan : Agharaskilly, Aghavoher, Annagh, Aughrim, Berrymount, Carrigan, Carrowmore, Cavanagh, Clifton, Cloncollow, Corranierna, Cranaghan, Cullyleenan, Derryginny, Doon, Tomregan, Fartrin, Gortawee or Scotchtown, Gortoorlan, Moher, Mucklagh, Mullaghduff, Mullanacre Lower, Mullanacre Upper, Mullynagolman, Rakeelan, Slievebrickan, Snugborough, Sralahan (aussi appelés "The Common").

## Toponymie
Le Dindshenchas révèle que le nom Tuaim Drecain est dérivé de la tombe de Regan Anglonnach, l'un des Fomoires,.

## Histoire
D'anciennes sources nous donnent les principaux évènements de l'histoire de Tomregan :
1. Le meurtre de Regan, le Fomoire, à Tomregan en 1860 av-JC[2],[3].
2. La Bataille de Tuaim Drecain en 1342 av-JC par le haut-Roi (High King) Eochaid Faebar Glas[4].
3. Le meurtre de Conall Cernach au Ier siècle av-JC à Áth na Mianna (Ballyconnell)[5].
4. La naissance de Dallan Forgaill, le Chief Ollam of Ireland, vers 530.
5. La fondation de l'université de Tuaim Drecain au Synode de Drumceat en 584[6].
6. La chirurgie du cerveau en 636 sur Cenn Fáelad mac Ailella.
7. L'apparition de Saint Bricín vers 640[7].
8. La rébellion de 1641 pour la déposition de Knogher mc ffarrell oge o Rely of Tomragin[8].